# Ivan Ivan
Ivan Ivan (* 20. srpna 2002 Ostrava) je český hokejový útočník, který hraje v klubu Colorado Avalanche v severoamerické NHL. V roce 2022 reprezentoval Česko na mistrovství světa juniorů v ledním hokeji.

## Hráčská kariéra
Ivan debutoval v Quebec Major Junior Hockey Lize v týmu Cape Breton Eagles, v sezóně 2021/22, kde odehrál 65 zápasu s 31 góly a 34 asistencemi. V sezóně 2022/23 odehrál 64 zápasu s 33 góly a 57 asistencemi.

## Reprezentační kariéra
Ivan v roce 2022 reprezentoval Česko na Mistrovství světa juniorů, kde zaznamenal v sedmi zápasech jednu asistenci.

## Prvenství
- Debut v NHL – 10. října 2024 (Vegas Golden Knights proti Colorado Avalanche)
- První asistence v NHL – 12. října 2024 (Colorado Avalanche proti Columbus Blue Jackets)
- První gól v NHL – 24. října 2024 (Utah Hockey Club proti Colorado Avalanche, českému brankáři Karlu Vejmelkovi)

## Klubová statistika
| Sezóna       | Klub                  | Soutěž       |    | Základní část | Základní část | Základní část | Základní část | Základní část |   | Play off | Play off | Play off | Play off | Play off |
| Sezóna       | Klub                  | Soutěž       | Z  | G             | A             | B             | TM            | Z             | G | A        | B        | TM       |          |          |
| 2018–19      | HC Vítkovice          | ČHL-19       | 43 | 12            | 27            | 39            | 18            | 4             | 0 | 1        | 1        | 2        |          |          |
| 2018–19      | HC Bospor Bohumín     | KLLH         | 1  | 0             | 1             | 1             | 2             | —             | — | —        | —        | —        |          |          |
| 2019–20      | Cape Breton Eagles    | QMJHL        | 62 | 11            | 11            | 22            | 8             | —             | — | —        | —        | —        |          |          |
| 2020–21      | AZ Heimstaden Havířov | 1.ČHL        | 5  | 0             | 0             | 0             | 0             | —             | — | —        | —        | —        |          |          |
| 2021–22      | Cape Breton Eagles    | QMJHL        | 65 | 31            | 34            | 65            | 22            | —             | — | —        | —        | —        |          |          |
| 2022–23      | Cape Breton Eagles    | QMJHL        | 64 | 33            | 57            | 90            | 52            | 4             | 3 | 1        | 4        | 2        |          |          |
| 2023–24      | Colorado Eagles       | AHL          | 67 | 12            | 19            | 31            | 20            | 3             | 1 | 0        | 1        | 0        |          |          |
| 2024–25      | Colorado Avalanche    | NHL          | 40 | 5             | 3             | 8             | 8             | —             | — | —        | —        | —        |          |          |
| Celkem v AHL | Celkem v AHL          | Celkem v AHL | 67 | 12            | 19            | 31            | 20            | 3             | 1 | 0        | 1        | 0        |          |          |

## Reprezentace
| Rok                       | Tým                       | Soutěž                    | Z | G | A | B | TM |
| ------------------------- | ------------------------- | ------------------------- | - | - | - | - | -- |
| 2022                      | Česko 20                  | MSJ                       | 7 | 0 | 1 | 1 | 2  |
| Juniorská kariéra celkově | Juniorská kariéra celkově | Juniorská kariéra celkově | 7 | 0 | 1 | 1 | 2  |